# Henning Rethmeier

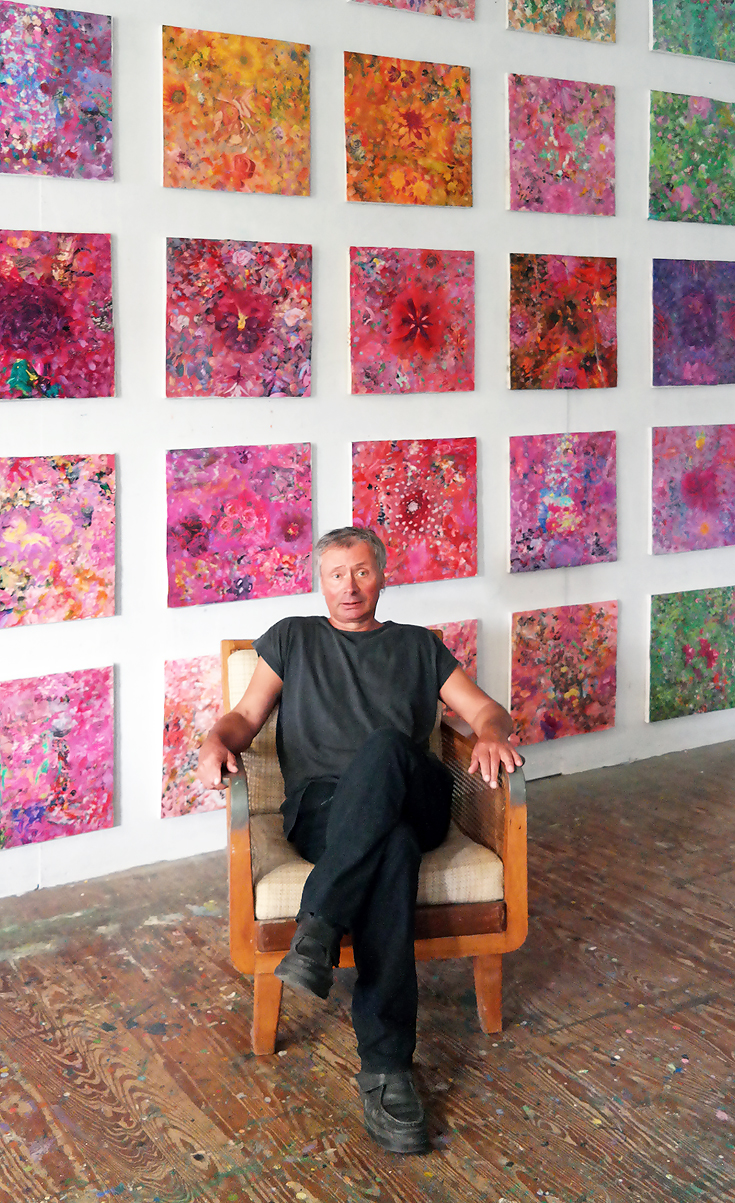
Henning Rethmeier in seinem Atelier

Henning Rethmeier (* 1953 in Uetersen) ist ein deutscher Künstler. 1977–1983 studierte er an der Fachhochschule für Gestaltung in Kiel bei Harald Duwe Malerei.

## Schaffen
Anfänglich malte Rethmeier gegenständlich mit Ölfarben auf Leinwand, wobei er oft auf Motive aus seiner Heimatstadt Uetersen zurückgriff. In den 1980er Jahren wandte er sich vom ausschließlich gegenständlichen Malen ab und widmete sich seinem Hauptthema, der Auseinandersetzung mit Farbe. Daneben spielt Rethmeier in verschiedenen Bild-Serien und großformatigen Arbeiten weitere Themen durch wie in der „Mantischen Serie“ (2010), „Bildwelten“ (2010), „Crash“ (2011), „Planeten“ (2013). Er bedient sich dabei vor allem der Techniken der Malerei und der Collage. Er lebt und arbeitet in Schleswig-Holstein und in Spanien. 2013 würdigte das Museum Langes Tannen anlässlich des 60. Geburtstages Rethmeiers seine künstlerische Arbeit mit einer Ausstellung seiner Werke.

## Auszeichnungen
- Lingener Kunstpreis (1984)[3]
- Preisträger „Das Wesen des Schönen“, Shiseido, Düsseldorf (1990)

## Einzelausstellungen (Auswahl)
- Torhaus-Galerie, Panker (1983)
- Kunstverein Lingen (1984)
- Galerie Melnikow, Heidelberg (1986)
- Landeskulturwochen, Eutin (1988)
- Kunstverein Nordwest, Helsingborg (1988)
- Kunstverein Rastede (1989)
- Kunst-Treppe, Hamburg (1989)
- Bethlehem-Kirche, Hamburg (1990)
- Galerie Rayuela, Madrid (1992)
- Kreathek, Mannheim (1993)
- Evangelische Akademie, Bad Segeberg (1995)
- Academia Artaud, San Juan, Teneriffa (1996)
- Landesbank Schleswig-Holstein, Kiel (1996)
- Evangelische Akademie, Hamburg (1998)
- Galerie Rayuela, Madrid (1999)
- Nordseeakademie, Niebüll (2002)
- Galerie Noran, Lübeck (2005)
- AOK Landesverband, Berlin (2009)
- GKV-Spitzenverband, Berlin (2010)

## Gruppenausstellungen (Auswahl)
- „Kunstsalon 84“, Haus der Kunst, München (1984)
- Große Düsseldorfer Kunstausstellung (1984)
- „Kunstlandschaft Schleswig-Holstein“ (1985)
- Graz, Österreich (1985)
- Kunstverein Stavanger, Norwegen (1986)
- „Kunst 86“,Haus der Kunst, München (1986)
- „Sleswig-Holsten-Art“, Kopenhagen (1987)
- „Villa Massimo Bewerbungen“, Berlin (1987)
- „3 Duwe Schüler“, Apex Galerie, Göttingen (1988)
- „Kopf“, Galerie Moderne, Bad Zwischenhahn (1988)
- „Forum Nord“, Kunsthaus Hamburg (1989)
- „Begegnungen 1990“, Kunsthalle Rostock (1990)
- „Das Wesen des Schönen“, Schloss des Regierungspräsidenten, Düsseldorf (1990)
- Shiseido Galerie, Tokyo (1991)